# Antônio Abujamra
Antônio Abujamra, OMC (Ourinhos, 15 de setembro de 1932 – São Paulo, 28 de abril de 2015) foi um premiado diretor de teatro e de televisão, ator e apresentador brasileiro, sendo um dos primeiros a introduzir os métodos teatrais de Bertolt Brecht e Roger Planchon em palcos brasileiros.
Era conhecido por sua irreverência, suas encenações e por seu humor ácido e crítico em relação aos tabus sociais.

## Biografia
Antônio Abujamra estudou filosofia e jornalismo na Pontifícia Universidade Católica do Rio Grande do Sul (PUC-RS), onde iniciou sua carreira como ator, na segunda metade dos anos 1950, na peça Assim é se lhe parece, de Pirandello, no Teatro Universitário de Porto Alegre.
A estreia profissional foi em 1961, ano em que dirigiu "Raízes", de Arnold Wesker, com Cacilda Becker. No mesmo ano, dirigiu a peça "José de Parto à Sepultura", de Augusto Boal, no Teatro Oficina.
Em 1963, juntamente com Antonio Ghigonetto e Emilio Di Biasi, cria o Grupo Decisão, para colocar em prática suas experiências do teatro épico.
Como diretor, foi um dos principais da antiga TV Tupi e, como ator, teve atuação destacada.
Em 1975 dirigiu, substituindo Fernando Faro, antológico episódio do Programa Ensaio com a cantora Maysa.
No início da década de 1980, engaja-se na recuperação do Teatro Brasileiro de Comédia (TBC), com destaque para as obras “Os Órfãos de Jânio”, de Millôr Fernandes, e “Hamletto”, de Giovanni Testori, sendo esta última dirigida por ele no TBC e em Nova York, para o Theatre for the New City. Na mesma década, fez duas telenovelas, ganhando destaque por seu personagem Ravengar, em Que Rei Sou Eu?, transmitida pela Rede Globo em 1989.
Em 1991 ele recebeu o Prêmio Molière pela direção de Um Certo Hamlet, espetáculo da companhia Os Fodidos Privilegiados, fundada por ele mesmo para ocupar o Teatro Dulcina, no Rio de Janeiro. Nesta companhia, Abujamra dirigirá diversas peças durante a década de 1990.
Em 1998, esteve em Monte Carlo, principado de Mônaco, ao lado de celebridades como Claudia Cardinale, Annie Girardot e Yehudi Menuhin, no júri do Festival Mundial de Televisão, como único latino-americano convidado.
Era pai do também ator e músico André Abujamra. As atrizes Clarisse Abujamra, Marcia Abujamra e Iara Jamra são suas sobrinhas.
Antônio Abujamra foi quem levou o ator Othon Bastos para a televisão, depois do grande sucesso do ator ao interpretar Corisco no filme Deus e o diabo na terra do sol de Glauber Rocha.
Comandou o programa Provocações, da TV Cultura, no ar desde 6 de agosto de 2000, onde adotou um estilo audacioso de fazer entrevistas. O programa era exibido às terças-feiras à noite, com reapresentação na madrugada de quarta para quinta-feira. O último programa foi exibido no dia 21 de abril de 2015, tendo o humorista Eduardo Sterblitch como convidado.
No programa Provocações ganhou notoriedade a pergunta final: "O que é vida?". Quando insatisfeito com a resposta do convidado, Abujamra perguntava mais uma vez. E, até hoje, é comum viralizarem na internet as declamações de poemas feitas por Abu para o encerramento dos programas.
No ano de 2023 foi organizado e lançado por Márcia Abujamra, o livro Antônio Abujamra: Rigor e Caos, com diversas contribuições de diversos autores sobre sua carreira. E em 2024, foi realizada, por Luiz Campos, a primeira tese de doutorado a respeito de Abujamra, intitulada Antônio Abujamra: Inquietações Brechtianas na Cena Teatral do Brasil, na qual foi comprovada que Antônio Abujamra foi um diretor brechtiano por excelência.

## Morte
Abujamra morreu aos 82 anos, em consequência de um infarto, ocorrido enquanto ele dormia, no dia 28 de abril de 2015, na cidade de São Paulo. O corpo foi velado no Teatro Sérgio Cardoso e cremado no dia seguinte, 29 de abril, no Crematório da Vila Alpina, na zona leste de São Paulo. Suas cinzas e de sua esposa estão enterradas na Necrópole São Paulo, localizada na rua Cardeal Arcoverde. Deixou dois filhos (Alexandre e o músico André Abujamra). Era tio do cineasta Samir Abujamra e das atrizes Clarisse Abujamra e Iara Jamra e do ator José Victor Castiel.
No programa Provocações, ao perguntar ao entrevistado como gostaria de morrer e ouvir a resposta "em casa, dormindo", o apresentador costumava debochar do convidado.

## Filmografia

### Televisão
Como ator
| Ano  | Título                 | Personagem                      | Emissora          |
| ---- | ---------------------- | ------------------------------- | ----------------- |
| 1967 | As Minas de Prata      | Frazão                          | Rede Excelsior    |
| 1972 | Vila Sésamo            | Diretor                         | TV Globo          |
| 1988 | Sassaricando           | António Marcos (Totó)           | TV Globo          |
| 1989 | Que Rei Sou Eu?        | Mestre Ravengar                 | TV Globo          |
| 1989 | Cortina de Vidro       | Arnon Balakian                  | SBT               |
| 1992 | Amazônia               | Homero Spinoza (Xerife Spinoza) | Rede Manchete     |
| 1993 | O Mapa da Mina         | Nero Horácio Koll               | TV Globo          |
| 1995 | A Idade da Loba        | Piconês                         | Rede Bandeirantes |
| 1996 | Antônio Alves, Taxista | Décio                           | SBT               |
| 1997 | Os Ossos do Barão      | Sebastião Caldas Penteado       | SBT               |
| 1999 | Andando nas Nuvens     | Álvaro Luís Gomes               | TV Globo          |
| 1999 | Terra Nostra           | Coutinho Abreu                  | TV Globo          |
| 1999 | Vila Madalena          | Federico Fellini                | TV Globo          |
| 2000 | Marcas da Paixão       | Coronel, o dono do Cassino      | Record            |
| 2004 | Começar de Novo        | Dimitri Nicolaievitch           | TV Globo          |
| 2009 | Poder Paralelo         | Marco Iago                      | Record            |
| 2012 | Corações Feridos       | Dante Vasconcelos               | SBT               |

Como apresentador

| Ano       | Título      | Cargo        | Emissora   |
| --------- | ----------- | ------------ | ---------- |
| 2000-2015 | Provocações | Apresentador | TV Cultura |

Como diretor

| Ano  | Título                           | Emissora          |
| ---- | -------------------------------- | ----------------- |
| 1967 | O Pequeno Lord                   | Rede Tupi         |
| 1968 | O Estranho Mundo de Zé do Caixão | Rede Tupi         |
| 1968 | Nenhum Homem É Deus              | Rede Tupi         |
| 1974 | Yerma                            | RTC               |
| 1978 | Salário Mínimo                   | Rede Tupi         |
| 1979 | Gaivotas                         | Rede Tupi         |
| 1980 | Um Homem muito Especial          | Rede Bandeirantes |
| 1981 | Os Imigrantes                    | Rede Bandeirantes |
| 1981 | Os Adolescentes                  | Rede Bandeirantes |
| 1982 | Ninho da Serpente                | Rede Bandeirantes |
| 1997 | Os Ossos do Barão                | SBT               |

### Cinema
| Ano  | Título                                | Personagem                   | Direção                  |
| ---- | ------------------------------------- | ---------------------------- | ------------------------ |
| 1989 | Festa                                 | Velho                        | Ugo Giorgetti            |
| 1989 | Lua Cheia                             | Verissímo                    | Alain Fresnot            |
| 1990 | Sermões, a História de Antônio Vieira |                              | Júlio Bressane           |
| 1991 | Olímpicos                             | Jogador de poker             | Flávia Moraes            |
| 1992 | Atrás das Grades                      | Homem                        | Paolo Gregori            |
| 1992 | Perigo Negro                          | Moscosão                     | Rogério Sganzerla        |
| 1993 | Oceano Atlantis                       | Cientista                    | Francisco de Paula       |
| 1995 | Carlota Joaquina, princesa do Brazil  | Conde de Mata-Porcos         | Carla Camurati           |
| 1996 | Quem matou Pixote?                    | Advogado                     | José Joffily             |
| 1996 | Olhos de Vampa                        | Dr. Arthur                   | Walter Rogério           |
| 1998 | Caminho dos Sonhos                    | Padre Otero                  | Lucas Amberg             |
| 2000 | Villa-Lobos - Uma Vida de Paixão      | Diretor do Theatro Municipal | Zelito Viana             |
| 2000 | Coda                                  | Romão                        | Flávio Barone            |
| 2002 | Dez Dias Felizes                      | Médico                       | José Eduardo Belmonte    |
| 2005 | Concerto Campestre                    | Major Eleutério              | Henrique de Freitas Lima |
| 2005 | Quanto vale ou é por quilo?           | Manoel Fernandes             | Sérgio Bianchi           |
| 2009 | É Proibido Fumar                      | Pepe                         | Anna Muylaert            |
| 2009 | Solo                                  |                              | Ugo Giorgetti            |
| 2009 | O Filme mais Violento do Mundo        | J. C.                        | Gilberto Scarpa          |
| 2010 | Syndrome                              |                              | Roberto Bomtempo         |
| 2011 | Assalto ao Banco Central              | Moacir                       | Marcos Paulo             |
| 2012 | Brichos - A Floresta é Nossa          | Al Corcova (voz)             | Paulo Munhoz             |
| 2015 | Desde o Princípio                     |                              | Cesar Nero               |
| 2018 | A Repartição do Tempo                 |                              | Santiago Dellape         |

### Teatro
Entre seus principais trabalhos como diretor de teatro encontram-se Volpone, de Ben Johnson; Hair, de Gerome Ragni e James Rado; A secreta obscenidade de cada dia, de Manuel Antonio de la Parra; Retrato de Gertrude Stein quando homem, texto seu sobre a vida e obra da autora, e O inferno são os outros, de Sartre.

## Honras
- Comendador na Ordem do Mérito Cultural

## Premiações
- 1959 - Prêmio Juscelino Kubitschek de Oliveira, pela direção de A Cantora Careca, de Eugène Ionesco[22]
- 1987 - Prêmio de melhor ator na peça teatral O Contrabaixo, de Patrick Suskind[22]
- 1989 - Prêmio Kikito, no Festival de Gramado, como melhor ator pelo filme Festa[22]
- 1989 - Troféu APCA (Associação Paulista de Críticos de Arte) de melhor ator de TV, pelo papel de "Ravengar", pela atuação na telenovela Que Rei Sou Eu?[22]
- 1991 - Prêmio Molière pela direção de “Um Certo Hamlet” com o grupo Os Fodidos Privilegiados[22]
- 1996 - Prêmio Lifetime Achievement, como diretor, no XI Festival Internacional de Teatro Hispânico em Miami[22]